# Ясски
Я́сски —  деревня в Дедовичском районе Псковской области России. Входит в состав Шелонской волости, центром которой Ясски были до 2015 года.
Расположена в центре района, в 10 км к востоку от районного центра Дедовичи.

## Население
| 2001 | 2002 | 2010 |
| ---- | ---- | ---- |
| 180  | ↘177 | ↘152 |

Численность населения деревни по оценке на начало 2001 года составляла 180 жителей.